# Paulin Dhëmbi
Paulin Dhëmbi (ur. 9 sierpnia 1979 w Korczy) – albański piłkarz, w latach 2000–2001 członek albańskiej reprezentacji U-21, w 2002 roku reprezentant Albanii.